# Kelsea Ballerini
Kelsea Nicole Ballerini (Mascot, Tennessee, 12 de septiembre de 1993) es una cantante y compositora de música country estadounidense firmado a Black River Entertainment.

## Biografía
Nació en Mascot, Tennessee y creció en Knoxville, Tennessee. Su padre, un programador de radio del país, es parte italiana. Su madre ha trabajado en marketing para la publicación de Thomas Nelson Bible y una empresa de patrocinio. Ella comenzó a tomar clases de baile a los 3 y se detuvo diez años más tarde. Cantó en la iglesia y coros de la escuela. Escribió su primera canción a los 12 para su madre y se trasladó a Nashville, Tennessee tres años después. Asistió a la Universidad Lipscomb durante dos años hasta que ella siguió una carrera musical.
A los 19 años, firmó un acuerdo con Black River Entertainment. A finales de 2014, lanzó su primer sencillo «Love Me Like You Mean It», que debutó en Country Airplay en octubre de 2014. Lanzó un extended play homónimo para el sello en noviembre. Fue nombrada una de las siguientes Mujeres de Country en CMT de 2014. Ella se realizó por primera vez en el Grand Ole Opry el 14 de febrero de 2015 y cantó «Love Me Like You Mean It».
Ahora es reconocida mundialmente por su debut que tuvo junto a la banda Chainsmokers. 
Actualmente, Ballerini se encuentra siendo el acto de apertura principal de la reconocida banda de hermanos, Jonas Brothers en su décima gira musical Remember This Tour, que comenzó el 20 de agosto de 2021 en Las Vegas y concluirá el 27 de octubre de 2021 en Los Ángeles. Su participación será en 37 de 43 fechas del tour, e incluye un set list de 12 de sus canciones (y un mashup de otros covers), con duración total de aproximadamente 45 minutos.

## Discografía

### Álbumes de estudio
- The First Time (2015)
- Unapologetically (2017)
- kelsea (2020)
- Subject to change (2022)

### Extended plays
- Kelsea Ballerini (2014)
- Rolling up the welcome mat (2023)